# Savojen-Carignano
Carignano är en italiensk furstlig ätt, en gren av huset Savojen.
År 1630 gav hertig Karl Emanuel II av Savojen sin yngste son Thomas Frans titeln furste av Carignano. Denne blev stamfar för den linje av huset Savojen, som 1831 med Karl Albert besteg Sardiniens tron och 1861-1946 regerade i Italien. 1834 fick en yngre gren av denna ätten titeln, men den utdog redan 1888.